# Ruptsi (Pleven)
Ruptsi (búlgaro: Ру̀пци) es un pueblo de Bulgaria perteneciente al municipio de Chervén Bryag de la provincia de Pleven.
Se ubica en la periferia oriental de la capital municipal Chervén Bryag, separado de la ciudad por el polígono industrial del municipio.

## Demografía
En 2011 tiene 1173 habitantes, de los cuales el 85,25% son étnicamente búlgaros y el 12,02% gitanos.
En anteriores censos su población ha sido la siguiente:
| Gráfica de evolución demográfica de Ruptsi entre 1934 y 2011 |
|                                                              |